# Commelina milne-redheadii
Commelina milne-redheadii är en himmelsblomsväxtart som beskrevs av Robert Bruce Faden. Commelina milne-redheadii ingår i släktet himmelsblommor, och familjen himmelsblomsväxter. Inga underarter finns listade.